# Doeldijk
De Doeldijk is een straat even buiten de historische stadskern van de Nederlandse plaats Montfoort. De straat verbindt de binnenstad met Cattenbroek en loopt parallel aan de Montfoortse Vaart.

## Geschiedenis
De naam is waarschijnlijk afgeleid van de schietbaan van de schutterij die ooit aan de straat was gelegen. De Doeldijk is waarschijnlijk in 1422 in opdracht van Jan II van Montfoort aangelegd. Hij kreeg van de bisschop van Utrecht het recht om tol te heffen.

## Heden
De Doeldijk is een geasfalteerde weg met verkeersdrempels. Het Yuverta is gevestigd in de straat.

## Bouwwerken van cultuurhistorisch belang
Aan de Doeldijk staan een aantal bouwwerken die volgens het Monumenten Inventarisatie Project van lokaal (*), regionaal (**) of nationaal (***) cultuurhistorisch belang zijn:
| Afbeelding | Nummer | Huisnaam   | Bouwjaar  | Soort object            | Waardering |
| ---------- | ------ | ---------- | --------- | ----------------------- | ---------- |
|            | 10     | Buitenlust | 1866-1870 | Villa                   | ***        |
|            | 16     |            | 1928      | School (Wellantcollege) | **         |
|            | 18     |            |           | Vrijstaande woning      | **         |
|            | 22     |            | 1865-1875 | Langhuisboerderij       | **         |

## Afbeeldingen

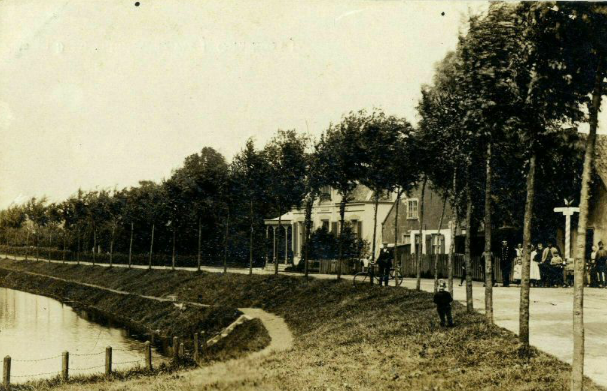
De Doeldijk in 1920 met achter de bomen villa Buitenlust
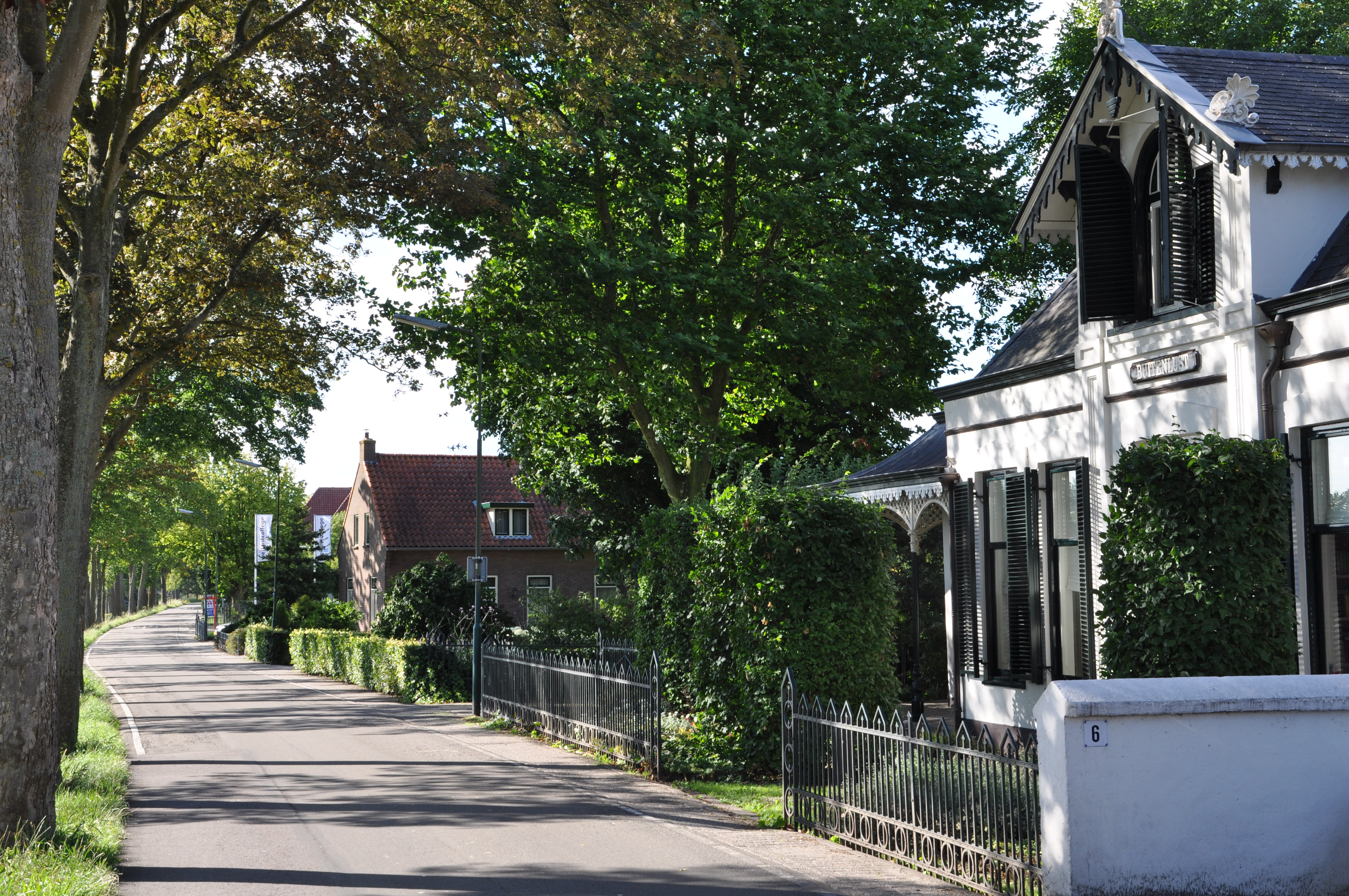
Blik op de Doeldijk en villa Buitenlust (2013)
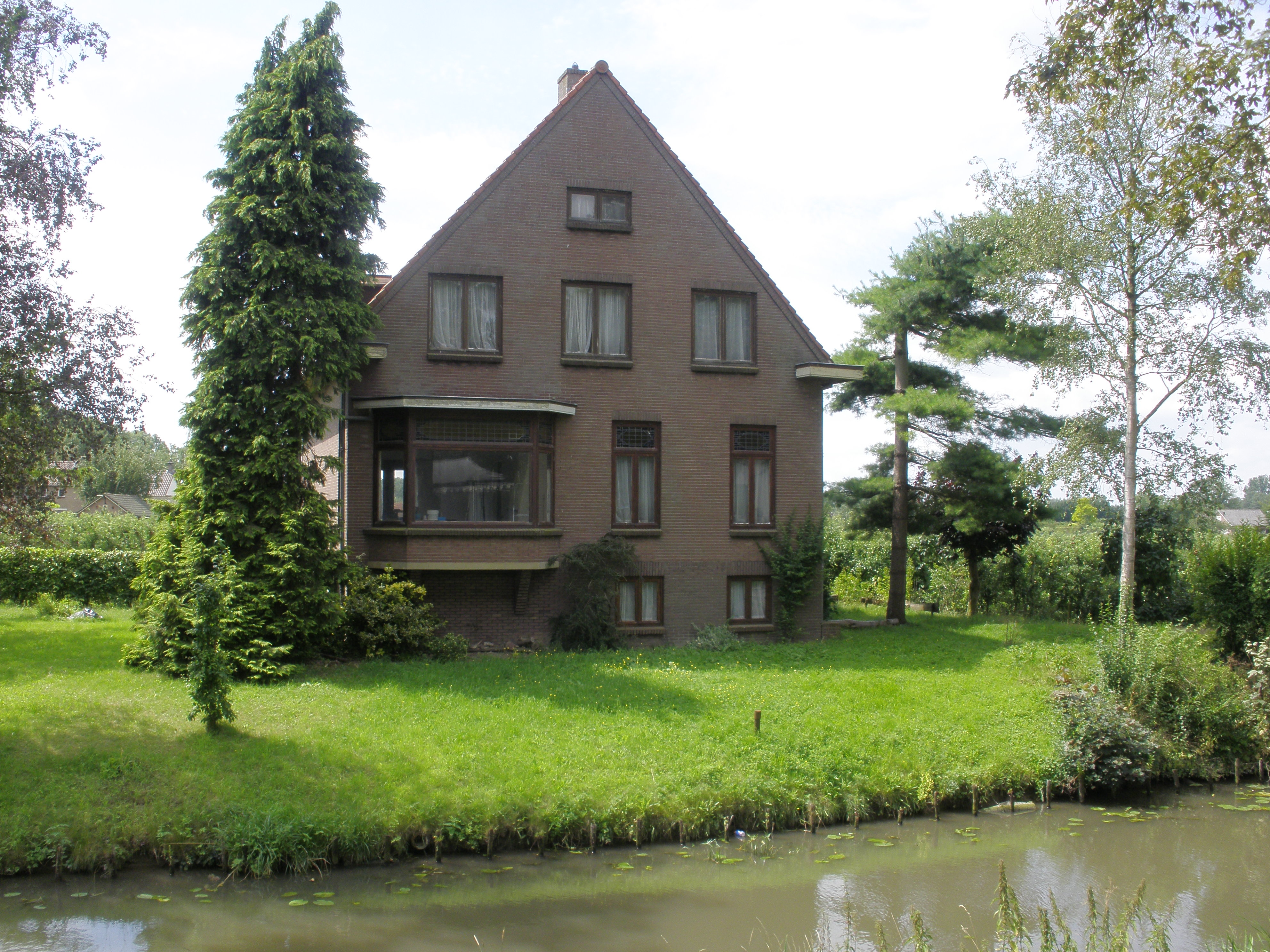
Huis in art-deco-stijl aan de Doeldijk
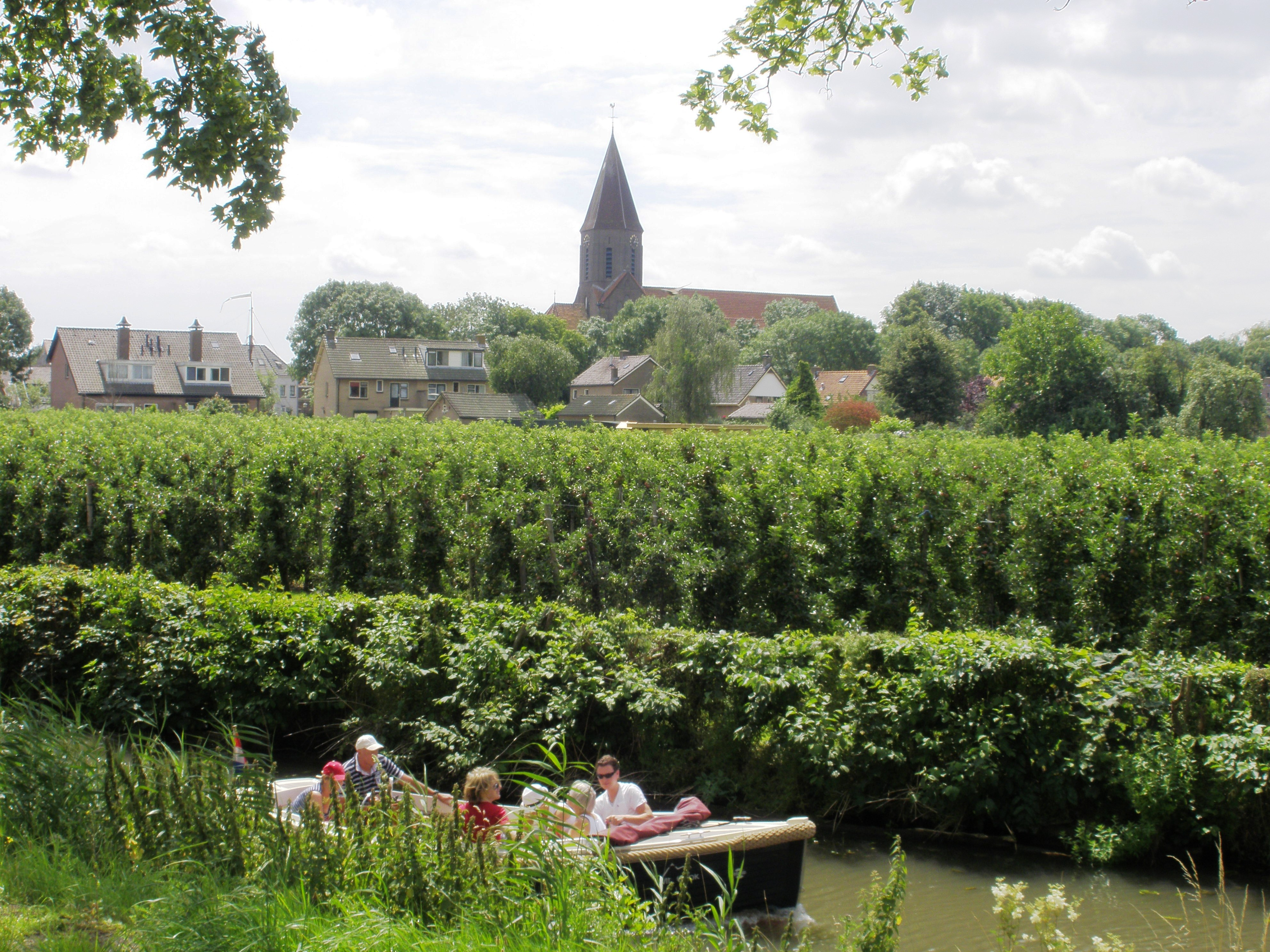
Blik op Montfoort vanaf de Doeldijk

Achterstraat ·
Blindeweg ·
Bovenkerkweg ·
De Plaats ·
Doeldijk ·
Havenstraat ·
Heeswijkerpoort ·
Heilig Levenstraat ·
Hofdijk ·
Hofstraat ·
Hoogstraat ·
Julianalaan ·
Keizerstraat ·
Lieve Vrouwegracht ·
Lindeboomsweg ·
Mannenhuisstraat ·
Mastwijkerdijk ·
Molenstraat ·
Om 't Hof · 
Om 't Wedde · 
Onder de Boompjes ·
Oude Boomgaard ·
Schoolstraat  ·
Slotlaan ·
Vrouwenhuisstraat ·
Waardsedijk ·
Waterpoort ·
Willeskopperpoort ·
IJsselplein ·
IJsselkade ·
IJsselveld